# فرودگاه اسکای‌لارک فیلید
فرودگاه اسکای‌لارک فیلید (به انگلیسی: Skylark Field) یک فرودگاه همگانی با کد یاتا ILE است که یک باند فرود آسفالت دارد و طول باند آن ۱۶۷۵ متر است. این فرودگاه در کشور ایالات متحده آمریکا قرار دارد و در ارتفاع ۲۵۸٫۵ متری از سطح دریا واقع شده است.